# Malena Alterio
Malena Grisel Alterio Bacaicoa (Buenos Aires, Argentina, 1974) és una actriu argentino-espanyola que ha participat en nombroses obres interpretatives de gran renom arreu del país i del continent americà.

## Biografia
Va néixer el 21 de gener de 1974 a l'Argentina, concretament a Buenos Aires, però al cap de ben poc temps es va haver d'exiliar amb la seva família a Madrid. És filla d'Héctor Alterio i germana d'Ernesto.
Malena va estudiar en l'escola de Cristina Rota. Va tenir la seva primera oportunitat en el cinema amb una comèdia titulada El palo (2000), on interpretava a un personatge d'una lladre marginal que es feia anomenar "pecholata". A l'any següent era finalista als Premis Goya en la categoria de Millor Actriu Revelació. A aquest treball se li sumarien altres pel·lícules com Torremolinos 73 (2003) i Las voces de la noche (2004).
La fama li va arribar amb l'enyorada, reeixida i ja mítica sèrie Aquí no hay quien viva en la qual va interpretar durant quatre anys el paper de Belén. Gràcies a l'èxit de la sèrie, Malena va obtenir el premi a la Millor actriu secundària de la Unión d'Actores en 2004, una candidatura als Fotogramas de Plata en 2005 i el Premi a la Millor Actriu segons l'Acadèmia de Televisió Espanyola en 2005.
El 6 de juliol de 2006, Aquí no hay quien viva va arribar a la seva fi a causa de la compra del 15% de la productora per part de Telecinco.
A l'abril de 2007, Telecinco va estrenar la sèrie La que se avecina en la qual Malena Alterio va interpretar a Cristina durant la primera temporada de 13 capítols. En aquesta participava el 80% dels actors de l'antiga ANHQV i, per tant, companys de Malena.
El 2008 va interpretar sobre els escenaris madrilenys l'obra Tío Vania d'Anton Txékhov, i tot just aquest mes d'agost s'acaba d'estrenar la pel·lícula Una palabra tuya en la que interpreta el seu primer paper protagonista, al costat d'altra actriu molt televisiva com és Esperanza Pedreño, la Cañizares de la també reeixida sèrie de Telecinco Cámera Cafè.
El 2009 va estrenar la pel·lícula Al final del camino, en la qual Malena era la protagonista de la història al costat de Fernando Tejero. També es va rodar el film "Nacidas para sufrir". Es va donar la notícia que estaven començant a rodar una sèrie anomenada *Supercharly que s'estrenaria en Telecinco a principis de 2010, però Telecinco va decidir retardar-la a l'estiu del mateix any.
L'any 2010, es va estrenar finalment la pel·lícula Nacidas para sufrir i, dies abans de l'estrena als cinemes d'aquesta película, la Malena va estrenar una nova obra de teatre del Centro Dramático Nacional. L'obra en qüestió es diu Madre Coraje y sus hijos i es va estrenar l'11 de febrer del 2010 i en principi havia d'acabar el 4 d'abril, però la van prorrogar fins a l'11 d'abril per la gran demanda d'entrades per a assistir a l'obra.
La sèrie de Telecinco Supercharly es va cancel·lar quan ja tenien rodats 5 dels 13 capítols firmats de la primera temporada, i a partir del dia 1 d'agost d'aquest mateix any, Telecinco va decidir emetre en prime time els episodis ja gravats de la sèrie malgrat estar cancel·lada.
El 2010 també va gravar a Alacant el film Cinco metros cuadrados, protagonitzada al costat de Fernando Tejero i Jorge Bosch, el qual s'estrenà ls cinemes després d'haver guanyat 5 Biznagas d'or en el XIV Festival de cinema de Màlaga.
Aquest març de 2011, la Malena es va alçar amb el premi Fotograma de Plata 2010 a la Millor Actriu de teatre, per la seva obra Madre Coraje y sus hijos. Al setembre va estrenar en televisió la segona temporada de la sèrie Buen Agente per a LaSexta, la qual ja havia cancel·lat la gravació de més capítols degut a la baixa audiència aconseguida.
La seva pel·lícula Cinco metros cuadrados, en la que ella interpreta un dels des papers protagonistes juntament amb Fernando Tejero, per fi es va estrenar als cinemes espanyols el dia 11 de novembre de 2011.
A principis de 2012 ha rodat a Barcelona una tv-movie de només dos episodis anomenada Una carta para Evita per a TVE i amb la col·laboració de TV3, dirigida pel director de Pa negre Agustí Vilallonga. Durant el mes de setembre de 2012, la Malena ha estat immersa en l'assaig de la seva obra teatral Los hijos de han dormido que és una adaptació de l'obra dramàtica La gavina d'Anton Chejov. Benaventuradament, el passat dia 10 d'octubre es va estrenar amb èxit l'obra a la Nau 4 del teatre Matadero de Madrid i després han fet una extensa gira per gran part de la geografia espanyola acabant-la el passat 11 de maig de 2013.
El juny de 2013 va fer un cameo en la segona temporada de Frágiles interpretant el paper d'una monja.
Des de finals de 2013 la Malena ha tornat a pujar als escenaris, aquesta vegada ho fa per a interpretar l'obra "Emilia" al costat de Gloria Muñoz, Alfonso Lara, Daniel Grao i David Castillo. Està previst que la gira d'aquesta obra teatral s'allargui fins a finals de 2014.

## Filmografia

### Pel·lícules
- Perdiendo el norte (2015)
- Cinco metros cuadrados (2011) .... Virginia
- Nacidas para sufrir (2009) .... Marta
- Al final del camino (2009) .... Pilar
- Una palabra tuya (2008) .... Rosario
- La torre de Suso, dirigida per Tomás Fernández (2007) .... Marta
- Casual Day (2007) .... Bea
- Días de cine, dirigida per David Serrano (2006) .... Gloria
- Miguel y William, dirigida per Inés París (2007) .... Magdalena
- Semen, una historia de amor (2005) .... Infermera anys 70
- Entre nosotros (2005) .... Patricia [Curtmetratge]
- Las voces de la noche (2003) .... Julia
- Torremolinos 73, dirigida per Pablo Berger (2003) .... Vanessa
- Cásate conmigo, Maribel(2002) .... Nini
- El Balancín de Iván (2002) .... Eva [cortometratje]
- Mezclar es malísimo(2001) .... Julia
- El palo, dirigida per Eva Lesmes (2001) .... Violeta "Pecholata"

### Sèries de televisió
- Señoras del (h)AMPA (2019) com Lourdes
- Vergüenza (2017) com Núria
- Rabia (2015) com a Sílvia
- Frágiles (2013) (1 capítol) com Sor Blanca
- BuenAgente (2011) (19 capítols) com Lola
- Supercharly (2010) (5 capítols per cancel·lació) com Leo
- La que se avecina (2007) (13 capítols) com Cristina Aguilera
- Aquí no hay quien viva (2003-06) (90 capítols) com Belén López Vázquez
- El Comisario (2003) (5 capítols) com Agente Lorena
- Hermanas (1998) (1 capítol) com Isabel

### Obres de teatre
- Charitys(1996) .. Direcció col·lectiva.
- Musicantes (1996) .. Direcció: Daniel Lovecchio
- Náufragos (1997) .. Direcció: María Boto i Jesús Amate
- Lorca al rojo vivo (1998) .. Direcció: Cristina Rota
- La barraca (1998) .. Direcció: Cristina Rota
- Encierro (1999) .. Direcció: Andrés Lima
- La pastelera (1999) .. Direcció: Malena Alterio
- El obedecedor (2000) .. Direcció: Amparo Valle
- Rulos (2001) .. Direcció: Fernando Soto
- Tío Vania (2007) .. Direcció: Carles Alfaro
- Madre Coraje y sus hijos (2010) .. Direcció: Gerardo Vera
- Los hijos se han dormido (2012) .. Direcció: Daniel Veronese
- Emilia (2013) .. Direcció: Claudio Tolcachir

## Premis
- Premis Goya (2001): Millor actriu revelació per El palo Nominada
- Festival Internacional de Cine Independiente de Ourense (2002): Millor interpretació femenina en El Balancín de Iván Guanyadora
- Unión de Actores (2003): Millor actriu secundària de televisió per Aquí no hay quien viva Guanyadora
- Fotogramas de Plata (2004): Millor actriu de televisió per Aquí no hay quien viva Nominada
- Premis ATV (2004): Millor interpretació femenina per Aquí no hay quien viva Guanyadora
- Helecho de bronce (2005): Millor actriu per curtmetratge Entre nosotros Guanyadora
- Unión de Actores (2008): Millor actriu secundària de teatre per l'obra Tío Vania Guanyadora
- Premis San Pancracio (2009): Millor actriu 2008 per la pel·lícula Una palabra tuya Guanyadora
- Premis Mayte de teatre (2009) Millor interpretació teatral per l'obra Tío Vania Nominada
- Fotogramas de Plata (2010): Millor actriu de teatre per Madre Coraje y sus hijos Guanyadora